# قراز كبير
 قراز كبير (الاسم العلمي:Crax rubra) هو نوع من الطيور يتبع جنس القراز من فصيلة القرازية.